# Maxime Lurion

Maxime Lurion

Maxime Lurion, eigentlich Menache Lurion, auch Maxim Lurion, Max Lurion oder Maximilian Lurion, (* 12. Februar 1875 in Bagdad; † 26. Mai 1948 in Harrow-on-the-Hill) war ein österreichischer Radrennfahrer und Gastronom.

## Leben und Wirken
Maxime Lurion wurde als Sohn eines jüdischen Kaufmanns in Bagdad geboren und wuchs in Wien auf. Er hatte zwei Brüder und zwei Schwestern; die Familie lebte zwischen 1885 und 1894 in Wien. Im Alter von 13 Jahren lernte er das Fahrradfahren auf einem Hochrad, und ab 1891 betätigte er sich als Radsportler. Am 13. September 1891 wurde er auf der Radrennbahn in Wien als unbekannter Fahrer bei einem Rennen überraschend Dritter hinter dem späteren Weltmeister August Lehr und einem Fahrer namens Finder. Ab 1893 konnte er europaweit zahlreiche Siege einheimsen; so gewann er unter anderem die Meisterschaften der böhmischen Kronländer, von Böhmen und von Österreich. 1894 und 1895 gewann er drei verschiedene Titel als Europameister – so 1895 in Berlin vor Alex Verheyen und Arthur Heimann – und wurde österreich-ungarischer Meister im Sprint. 
1894 erklärte Maxime Lurion seinen Austritt aus dem Judentum. Balduin Groller führte 1901 in einer Diskussion in der von Theodor Herzl gegründeten Wiener Zeitung Die Welt Lurion als einen der vielen jüdischen Sportler an, die bewiesen, dass Juden physisch nicht unterlegen sind.
1897 zog sich Lurion als wohlhabender Mann vom Radsport zurück und eröffnete 1903 in Wien ein Café. Im Dezember 1903 wurde im Neuen Wiener Tagblatt vermeldet, er habe „Ecke Stubenring und Wollzeile, auf dem ehemaligen alten Kasernengrund ein Kaffeehaus errichtet, dessen mit auserlesenem Luxus ausgestattete Lokalität eine grand attraction von Wien bilden werde“. Bereits ein Jahr später, 1904, verkaufte er das Kaffeehaus an seinen Schwiegervater, den aus Marienbad stammenden Cafetier Ludwig Spitzer, von dem es noch im selben Jahr an Wenzel Prückel (1838–1917) kam, der den Betrieb auf Café Prückel umbenannte.
Maxime Lurion zog nach London, wo er 1906 gemeinsam mit seinem Schwiegervater ein österreichisches Gartenrestaurant auf der Imperial Austrian Exhibition in Earls Court führte. Die österreichische Küche war ein Erfolg bei den Besuchern, so dass er in London blieb und das Restaurant Maxim in der Wardour Street Nummer 30 eröffnete. Das Restaurant ging über drei Etagen und war hauptsächlich in Weiß eingerichtet. Das Restaurant war trotz guter Kritiken kein wirtschaftlicher Erfolg, und Lurion musste das Lokal vor 1914 verkaufen.
Lurion starb 1948 in Harrow-on-the-Hill, offenbar ohne Erben, denn 1950 suchten Anwälte per Notiz in der London Gazette die Nachkommen seiner Geschwister.